# Andreas Djurhuus
Andreas Djurhuus (født 30. august 1817 i Tórshavn, død 17. marts 1879) var en færøsk præst.
Han tog examen artium i 1836, og blev cand.theol. i 1841. Djurhuus var lærer i København 1842–1843, sognepræst på Suðuroy 1844–1850, sognepræst i Suðurstreymoy 1850–1867, provst på Færøyene 1855–1867, og sognepræst i Store Magleby Sogn på Amager 1867–1877. Han var indvalgt i Lagtinget fra Suðurstreymoy 1852–1854, og mødte i kraft af provstembedet 1855–1867.
Han var bror til Hans Olaus Djurhuus og Johan Christian Djurhuus.